# Ivan Porenta
Ivan Porenta (Liubliana, Eslovenia, 3 de junio de 1896-13 de junio de 1942), también conocido como Janez Porenta, fue un gimnasta artístico yugoslavo, medallista de bronce olímpico en Ámsterdam 1928 en el concurso por equipos.

## Carrera deportiva

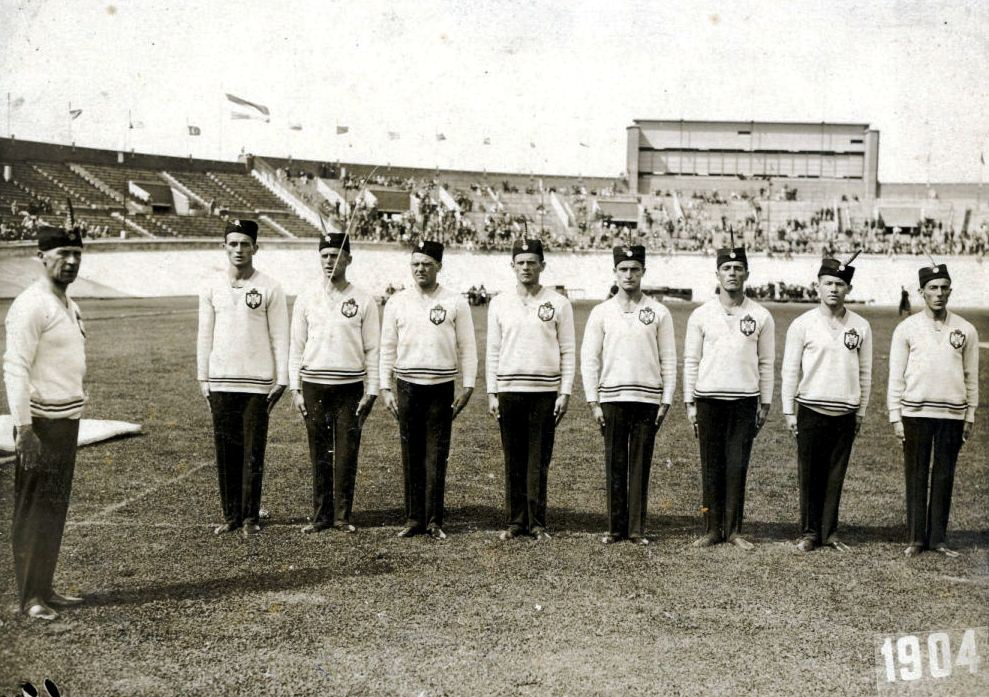
Equipo yugoslavo en Ámsterdam 1928; Antonijevic es el tercero por la derecha

En las Olimpiadas celebradas en Ámsterdam en 1928 gana medalla de bronce en el concurso por equipos, tras los suizos y los checoslovacos, siendo sus compañeros de equipo: Dragutin Cioti, Stane Derganc, Boris Gregorka, Anton Malej, Eduard Antonijevič, Josip Primožič y Leon Štukelj.